# Wywrotek smoleński
Wywrotek smoleński (gracz) – rasa gołębia z grupy lotnych. Pochodzi z Rosji, ale dalsza historia nie jest znana. Zaliczany do grupy krótkodziobych wywrotków rosyjskich. Jest delikatny i trudny w hodowli.
WzorzecMała głowa, nieco kostkowata z bardzo szerokim czołem. Dziób bardzo krótki, skierowany w dół. Oczy duże i wyraziste, srebrzystobiałe. Niekiedy zdarzają się także gołębie koroniaste. Proporcjonalna do budowy szyja, acz u nasady szeroka. Skrzydła noszone trochę poniżej ogona, w którym zawsze ma być przynajmniej 12 sterówek.
UpierzenieBrak odmian, jednolicie czarne. Na szyi oraz piersi zielony i brązowy połysk. W latach 30. w Polsce pojawiły się odmiany barwne: kawowe, słomkowożółte i czerwone.
Błędy w ocenianiu
- oceniane jako małe: nieco żółte lub pogrubione albo brodawkowate brwi, nieco pociemniały dziób oraz pazurki, matowe upierzenie.
- oceniane jako duże: wąski korpus, długa głowa, za długie nogi, pogrubiona brew, barwa tęczówki niezgodna z wzorcem, białe pióra.